# السويدانية
السويدانية مدينة جزائرية تابعة لولاية الجزائر هي بلدية تابعة لدائرة زرالدة
- عدد السكان في 2006 كان 13,332ن
- الرمز البريدي 16097

## مواضيع ذات صلة
- تاريخ ولاية الجزائر
- بلديات ولاية الجزائر
- دوائر ولاية الجزائر